# Krzysztof Wolak
Krzysztof Wolak (ur. 8 listopada 1956 w Łodzi) – polski piłkarz występujący na pozycji obrońcy, trener piłkarski.

## Życiorys
Jako piłkarz występował w Borucie Zgierz i Polonii Bytom. Z bytomskim klubem w 1986 roku awansował do I ligi. W sezonie 1986/1987 rozegrał siedemnaście spotkań na tym szczeblu rozgrywek. W Polonii Bytom grał do 1989 roku.
W pierwszej połowie 1992 roku był trenerem Polonii Bytom, zastępując Jana Liberdę. Prowadzony przez niego klub zajął siódme miejsce w II lidze, za kadencji Wolaka wygrywając pięć meczów ligowych z szesnastu rozegranych. W sezonie 1999/2000, trenował piłkarzy GKS Bełchatów, wygrywając 21 spotkań ligowych. W maju następcą Wolaka został Ryszard Polak, a GKS był ostatecznie wówczas czwarty w II lidze. W lipcu 2002 roku objął stanowisko trenera Ruchu Radzionków. Na piętnaście rozegranych spotkań jego piłkarze wygrali trzy i w listopadzie Wolaka zastąpił Janusz Kościelny. W marcu następnego roku zastąpił Franciszka Smudę jako szkoleniowca piłkarzy Piotrcovii Piotrków Trybunalski. Piotrcovia zajęła w sezonie 2002/2003 dziesiąte miejsce w II lidze, a pod kierownictwem Wolaka wygrała pięć spotkań w lidze.
W lipcu 2003 roku Wolak został trenerem występujących w klasie okręgowej Zielonych Żarki. W 2005 roku żarecki klub awansował do IV ligi. W sezonie 2005/2006 Zieloni zajęli czternaste miejsce w lidze, przegrywając ponadto baraże o utrzymanie z Gwiazdą Skrzyszów. Po zakończeniu sezonu Wolak odszedł z klubu, obejmując MKS Myszków. We wrześniu przestał pełnić tę funkcję. Od stycznia do sierpnia 2007 roku był ponadto trenerem BKS Stal Bielsko-Biała. W późniejszym czasie przeprowadził się do Irlandii. W maju 2021 roku zmarła jego żona, Edyta.